# ألفونسو البوربوني، دوق أنجو وقادس
ألفونسو دي بوربون، دوق أنجو وقادس (بالفرنسية: Alphonse de Bourbon) (20 أبريل 1936 - 30 يناير 1989) شعل منصل دوق انجو بين الفترة 3 أغسطس 1975 - 30 يناير 1989.

## روابط خارجية
- ألفونسو دي بوربون، دوق أنجو وقادس على موقع أوليمبيديا (الإنجليزية)